# Hypopyra signata
Hypopyra signata är en fjärilsart som beskrevs av Walker 1869. Hypopyra signata ingår i släktet Hypopyra och familjen nattflyn. Inga underarter finns listade i Catalogue of Life.